# Alex Foster
Alex Foster, född 8 maj 1970, är en friidrottare från Costa Rica. Han deltog vid olympiska sommarspelen 1992.